# Coupe Spengler 1923
Navigation
Édition suivante
La Coupe Spengler 1923 est la première édition de hockey sur glace du tournoi organisé fin décembre dans la ville de Davos en Suisse. Quatre équipes participent à la compétition entre les 29 et 31 décembre et l'Université d'Oxford du Royaume-Uni remporte cette première Coupe Spengler avec trois victoires en autant de matchs joués.

## Contexte et déroulement de la compétition
Après la Première Guerre mondiale, l'Autriche et l'Allemagne sont exclues des compétitions internationales de hockey sur glace organisées par la Fédération internationale de hockey sur glace. Le docteur Carl Spengler, habitant de Davos, souhaite remettre en place des contacts entre les nations ayant participé à la Première guerre mondiale. Il donne ainsi un trophée et quatre équipes sont invitées à cette première édition : l'Université d'Oxford du Royaume-Uni, le Berliner Schlittschuhclub d'Allemagne, le Wiener Eislauf-Verein d'Autriche et enfin le club de la ville, le Hockey Club Davos. L'équipe d'Oxford, qui compte dans ses rangs le futur Premier ministre du Canada, Lester B. Pearson, remporte la compétition.

## Résultats des matchs et classement
| Clt   | Équipe              | PJ | V | D | N | BP | BC | Pts |
| ----- | ------------------- | -- | - | - | - | -- | -- | --- |
| +001, | Université d'Oxford | 3  | 3 | 0 | 0 | 18 | 4  | 6   |
| +002, | Berlin SC           | 3  | 2 | 1 | 0 | 9  | 10 | 4   |
| +003, | Vienne EV           | 3  | 1 | 2 | 0 | 5  | 5  | 2   |
| +004, | HC Davos            | 3  | 0 | 3 | 0 | 3  | 16 | 0   |

- Vainqueur de la compétition

| 29 décembre | Berlin SC | 3-7 | Université d'Oxford |  |

| 29 décembre | Vienne EV | 4-0 | HC Davos |  |

| 30 décembre | Vienne EV | 0-3 | Université d'Oxford |  |

| 30 décembre | Berlin SC | 4-2 | HC Davos |  |

| 31 décembre | Berlin SC | 2-1 | Vienne EV |  |

| 31 décembre | Université d'Oxford | 8-1 | HC Davos |  |